# Гусаковский, Иосиф Ираклиевич

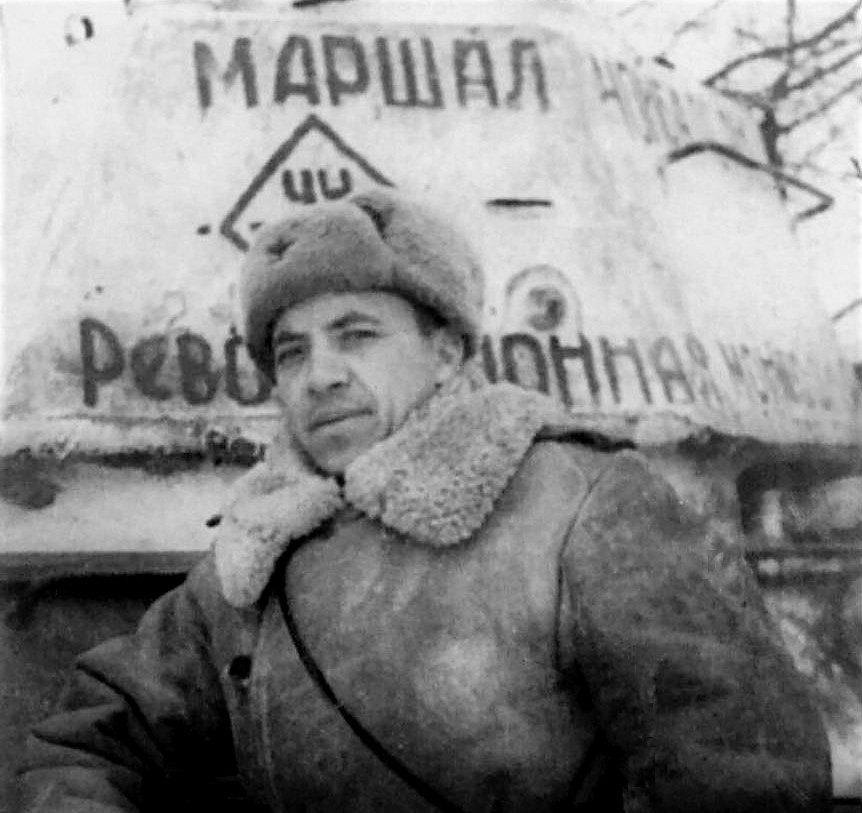
Начальник штаба 112-й танковой бригады подполковник И. И. Гусаковский возле танка Т-34 «Маршал Чойбалсан» танковой колонны «Революционная Монголия». Январь. 1943 года

Ио́сиф Ира́клиевич Гусако́вский (бел. Іосіф Іракліевіч Гусакоўскі; 12 [25] декабря 1904, Чериковский уезд, Российская империя — 20 февраля 1995, Москва, Россия) — советский военачальник, генерал армии (1968), дважды Герой Советского Союза (1944, 1945).

## Биография

### Ранние годы
Родился 12 (25) декабря 1904 в деревне Вородьково (ныне в Кричевском районе Могилёвской области). Белорус.
Семья была бедняцкой и многодетной, в ней было 8 детей (6 сыновей и 2 дочери). С 1912 года семья жила в Могилёве, отец работал на конюшне и на водокачке, а мать и дети вели крестьянское хозяйство в доме на окраине города. С 1921 года жили в селе Шаевка. Там окончил сельскую школу. Занимался крестьянским трудом.

### Довоенная служба
В октябре 1928 года добровольцем вступил в РККА.
В 1931 году окончил Ленинградскую Высшую кавалерийскую школу, в 1932 году — бронетанковые курсы усовершенствования комсостава в Житомире. Служил на командных и штабных должностях: с апреля 1931 по апрель 1932 — командир взвода 59-го кавалерийского полка 14-й кавалерийской дивизии Московского военного округа (Кирсанов), с октября 1932 (после окончания бронетанковых курсов) — командир учебного взвода 14-го механизированного полка 14-й кавалерийской дивизии (Новоград-Волынский), с апреля по октябрь 1933 года командовал эскадроном там же. В 1934 году окончил краткосрочные штабные курсы усовершенствования командного состава при 4-м управлении штаба РККА (Москва). С мая 1934 года — помощник начальника штаба 12-го механизированного полка 12-й кавалерийской дивизии Северо-Кавказского военного округа (Майкоп).
Во время Большого террора в мае 1937 года был исключён из ВКП(б) и в июне того же года уволен из РККА по лживому обвинению в утаивании своего происхождения: якобы происходил из кулацкой семьи. Однако сразу арестован не был и, воспользовавшись этим, немедленно уехал туда, где его никто не знал — в город Сталино, где устроился на работу простым инспектором в облпотребсоюз. Там пережил наиболее опасное время. С октября 1938 года работал инспектором военизированной охраны на угольной шахте. Когда размах репрессий стал сокращаться, подал заявление о восстановлении в партии и в июле 1938 года был восстановлен (хотя и с наложением партийного взыскания).
В апреле 1941 года сумел добиться восстановления в РККА, назначен адъютантом танкового батальона (тогдашнее наименование современной должности начальника штаба батальона). 147-го отдельного танкового полка 103-й моторизованной дивизии Северо-Кавказского военного округа (Ворошиловск).

### В годы Великой Отечественной войны
В начале Великой Отечественной войны дивизия была спешно переброшена на Западный фронт.
В июле 1941 года Гусаковский вступил в первый бой под Ельней в составе пехотного подразделения.
С августа 1941 — начальник штаба 147-го танкового полка, с сентября 1941 — начальник штаба 688-го мотострелкового полка в той же дивизии. Дивизия воевала в рядах 24-й армии.
В ноябре 1941 года полк был расформирован, а Гусаковский был назначен старшим  адъютантом (в тогдашнем обозначении - начальником штаба) 131-го отдельного танкового батальона 50-й армии. В этот период участвовал в Смоленском оборонительном сражении, Ельнинской наступательной операции, в битве за Москву (Тульская оборонительная и Тульская наступательная операции, в освобождении города Юхнов). В оборонительных боях конца 1941 года попадал в окружение и считался пропавшим без вести, но сумел прорваться к своим.
С февраля 1942 — заместитель начальника штаба по оперативной работе, с апреля 1942 — начальник штаба 112-й танковой бригады в 50-й армии Западного фронта.
В августе 1943 года в ходе Курской битвы на поле боя под Обоянью заменил убитого командира бригады Леонова и исполнял его обязанности. 12 августа 1943 года, под городом Богодухов, во время вражеского артиллерийского обстрела был легко ранен в правую ногу и эвакуирован в госпиталь. После выхода из госпиталя, 20 сентября 1943 года был назначен командиром 112-й танковой бригады (в октябре 1943 года за отличия в боях бригаде было присвоено гвардейское звание и она стала именоваться — 44-я гвардейская танковая бригада). Находилась в составе 11-го гвардейского танкового корпуса. В начале 1943 года бригаде было передано в дар 53 танка (32 танка Т-34 и 21 Т-70), построенных на средства, собранные монгольским народом (один из танков, дошедший до Берлина, ныне установлен у подножия холма Зайсан в столице Монголии Улан-Баторе, а на холме находится памятник советским воинам).
17 июля 1944 года под его командованием бригада форсировала Западный Буг.
За умелое руководство бригадой (1-я гвардейская танковая армия, 1-й Украинский фронт) в ходе Львовско-Сандомирской операции, личное мужество, отвагу и героизм гвардии полковнику И. И. Гусаковскому 23 сентября 1944 года было присвоено звание Герой Советского Союза.
Вновь проявил выдающееся мастерство танкового командира и личную отвагу в ходе Висло-Одерской наступательной операции. 15 января бригада с боем форсировала реку Пилица и стремительно расширяя плацдарм, 17 января освободила город Лович (Польша). Оттуда бригада вошла в прорыв и действуя как передовой отряд танкового корпуса за последующие две недели января 1945 года с боями прошла впереди наступавших войск около 300 километров. В эти дни бригадой были освобождены 4 города и до 250 других населённых пунктов. Уничтожены 10 танков врага, 12 самоходных орудий, 59 бронетранспортеров и бронемашин, 43 орудия разных калибров и около 4000 солдат и офицеров противника. Захвачены 6 различных складов и свыше 130 пленных. За выдающиеся отвагу и геройство гвардии полковник И. И. Гусаковский 6 апреля 1945 года был награждён второй медалью «Золотая Звезда».

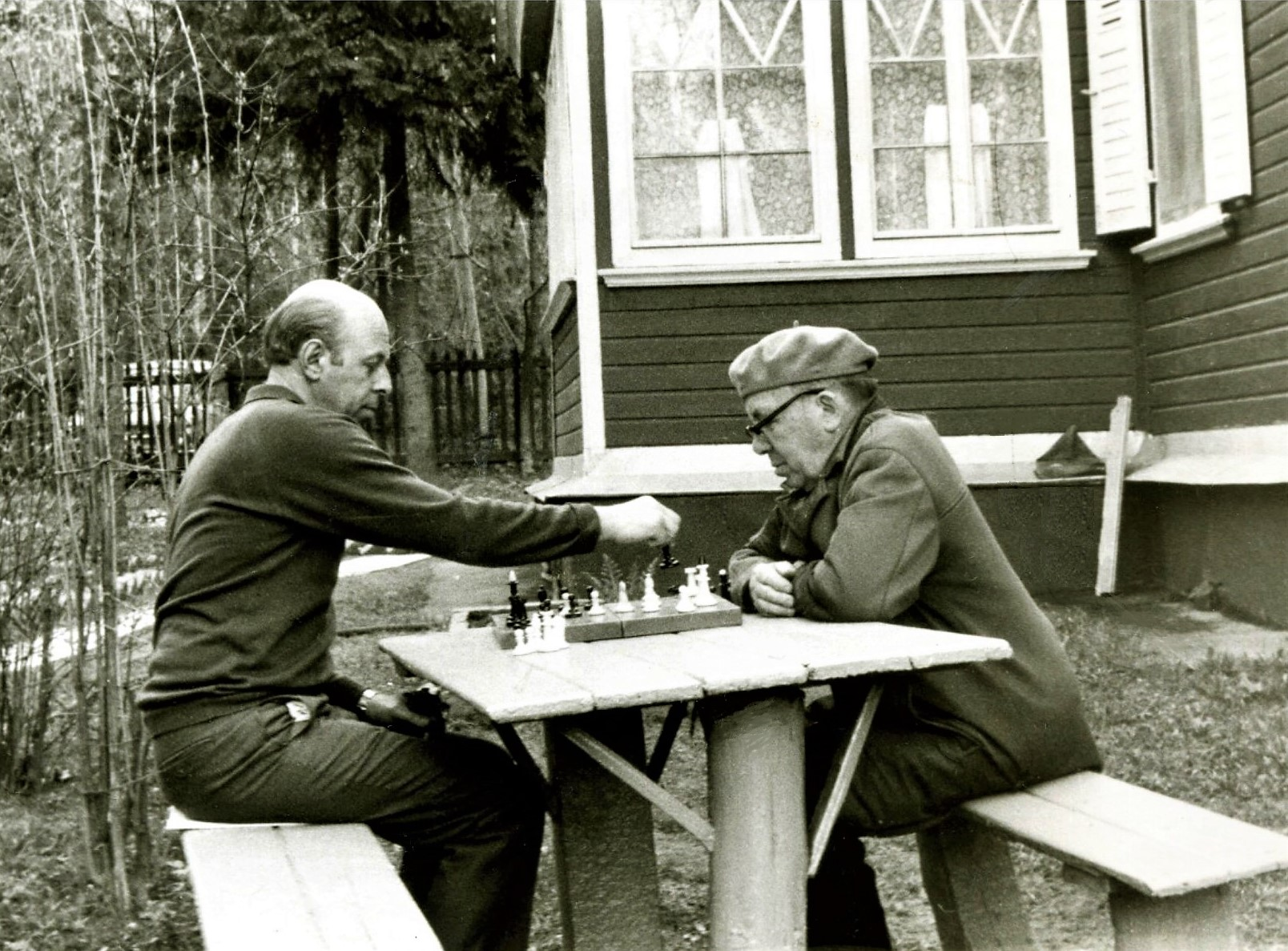
Шахматы — одно из любимых хобби И. И. Гусаковского

Под его командованием менее чем за 2 года участия в боях бригада получила гвардейское знамя, почётное наименование «Бердичевская», награждена пятью советскими и одним монгольским орденами. Ей объявлено 16 благодарностей Верховного Главнокомандующего. Начав войну старшим лейтенантом, И. Гусаковский окончил её полковником. Был дважды ранен (первое ранение получил 12 августа 1943 года у города Богодухов, второе тяжелое ранение получил 27 апреля 1945 года на улице Берлина). На фронтах войны воевали пять братьев Гусаковских (шестой, самый старший, умер в 1935 году). Самый младший брат Александр погиб в конце марта 1945 года.

### В послевоенные годы
После Победы, в июне 1945 года 44-я гвардейская танковая бригада была переформирована в 44-й гвардейский танковый полк, полковник Гусаковский продолжал командовать этим полком до 18 мая 1946 года. В мае—июле 1946 года был заместителем командира 11-й гвардейской танковой дивизии в 1-й гвардейской танковой армии. С июля 1946 по декабрь 1948 года командовал 19-й гвардейской механизированной дивизией в той же армии.
В 1948 году окончил Высшую военную академию имени К. Е. Ворошилова. С декабря 1948 года — командир 9-й гвардейской механизированной дивизии во 2-й гвардейской танковой армии. С марта 1951 года — помощник командующего войсками 2-й гвардейской танковой армии, с апреля 1952 года — помощник командующего войсками 5-й гвардейской танковой армии, с сентября 1953 года — командующий бронетанковыми и механизированными войсками Забайкальского военного округа, с января 1954 года — помощник командующего войсками Забайкальского военного округа по танковому вооружению, с мая 1954 — помощник командующего войсками Забайкальского военного округа, с июля 1954 года — начальник Управления боевой подготовки штаба Забайкальского военного округа. С июля 1955 года — командующий 11-й гвардейской армией в Прибалтийском военном округе. С апреля 1958 года — первый заместитель командующего войсками Прибалтийского военного округа.
В ноябре 1959 — марте 1963 — командующий войсками Прибалтийского военного округа. В марте 1963 — октябре 1970 — начальник Главного управления кадров Министерства обороны СССР. В 1968 году Иосифу Ираклиевичу Гусаковскому присвоено воинское звание «генерал армии».
С октября 1970 года — в Группе генеральных инспекторов Министерства обороны СССР. С мая 1992 года — в отставке.

Могила Гусаковского на Новодевичьем кладбище Москвы

Член ВКП(б)/КПСС с 1931 по 1991 годы (с перерывом в 1937—1939). Избирался депутатом Верховного Совета СССР 6-7-го созывов, Верховного Совета Латвийской ССР 5-го созыва (1959—1963). Член ЦК Коммунистической партии Латвии (1959—1966).
Скончался 20 февраля 1995 года. Похоронен в Москве на Новодевичьем кладбище.

## Воинские звания
- Старший лейтенант (28.12.1935);
- Капитан (3.09.1941);
- Майор (27.02.1942);
- Подполковник (4.11.1942);
- Полковник (21.02.1944);
- Генерал-майор танковых войск (11.07.1945);
- Генерал-лейтенант танковых войск (31.05.1954);
- Генерал-полковник (7.05.1960);
- Генерал армии (19.02.1968).

## Награды
Государственные награды Российской Федерации
- Орден Дружбы (16.02.1995) — за большой личный вклад в укрепление дружбы и сотрудничества наций и народностей и активное участие в патриотическом воспитании молодежи[7];
- Медаль Жукова

Государственные награды СССР
- Дважды Герой Советского Союза (23.09.1944, медаль «Золотая Звезда» № 4584, 06.04.1945[8] медаль «Золотая Звезда» № 32);
- 4 ордена Ленина (23.09.1944, 05.11.1954[9], 24.12.1964[10], 22.02.1968[11]);
- Орден Октябрьской Революции (24.12.1974);
- 4 ордена Красного Знамени (03.01.1944[12], 11.04.1945[13], 08.06.1945[14], 20.06.1949[9]);
- 2 ордена Отечественной войны I степени (27.07.1943[15], 11.05.1985[16]);
- 2 ордена Красной Звезды (30.01.1943[17], 03.11.1944[18][9]);
- Орден «За службу Родине в Вооружённых Силах СССР» III степени (30.04.1975):
- Медаль «За отвагу» (28.02.1942)[19];
- Медаль «За оборону Москвы»[20];
- Медаль «За взятие Берлина»;
- Медаль «За освобождение Варшавы»;
- Другие медали СССР.
- Знак «50 лет пребывания в КПСС»

Государственные награды Монгольской Народной Республики
- Орден Сухэ-Батора[21];
- Орден Боевого Красного Знамени (04.12.1943)[21];
- Орден «За боевые заслуги» (06.07.1971)[21];
- Медаль «Дружба»[21];
- Медаль «30 лет Победы над милитаристской Японией»[21];
- Медаль «30 лет Халхин-Гольской Победы» (15.08.1969)[21];
- Медаль «40 лет Халхин-Гольской Победы» (26.11.1979)[21];
- Медаль «50 лет Монгольской Народной Революции» (16.12.1971)[21];
- Медаль «50 лет Монгольской Народной Армии» (15.03.1971)[21];
- Медаль «60 лет Вооруженным силам МНР»[21];

Государственные награды Польской Народной Республики
- Орден «Virtuti militari» II класса (Большой Крест);
- Орден Возрождения Польши IV класса — Офицерский крест (06.10.1973)[22];
- Медаль «Победы и Свободы»;
- Медаль «Братство по оружию»[22]

Государственные награды Германской Демократической Республики
- Орден «За заслуги перед Отечеством» II степени (08.05.1975)[23];.

Государственные награды Народной Республики Болгария
- Орден «9 сентября 1944 года» II степени с мечами (14.09.1974)[24]
- Медаль «90 лет со дня рождения Георгия Димитрова» (1974)[24]
- Медаль «100 лет со дня рождения Георгия Димитрова»[24]
- Медаль «40 лет Победы над гитлеровским фашизмом»(16.05.1985)[24]

Государственные награды Китайской Народной Республики
- Медаль «Китайско-советская дружба»

Государственные награды ЧССР
- Медаль «За укрепление дружбы по оружию» I степени[25]

Государственные награды Кубы
- Медаль «20-я годовщина Революционных Вооруженных сил Кубы» (19.06.1978)[26];
- Медаль «30-я годовщина Революционных Вооруженных сил Кубы» (24.11.1986)[26]

## Публикации
- Гусаковский И. И. Помните — вы сержант!. — М.: Воениздат, 1961. — 55 с.
- Гусаковский И. И. Генерал армии А. Л. Гетман (К 70-летию со дня рождения) // Военно-исторический журнал. — 1973. — Октябрь (№ 10). — С. 117—120.
- Гусаковский И. И. Генерал армии А. Л. Гетман (К 80-летию со дня рождения) // Военно-исторический журнал. — 1983. — Октябрь (№ 10). — С. 94—96. — ISSN 0321-0626.
- Гусаковский И. И. К 40-летию Берлинской операции // Военно-исторический журнал. — 1985. — Апрель (№ 04). — С. 8—17. — ISSN 0321-0626.

## Память

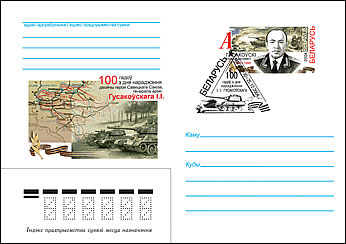
Конверт с маркой, посвящённый 100-летию со дня рождения И. И. Гусаковского. Беларусь. 2004 г.

- Бронзовый бюст установлен в Могилёве.
- Именем Героя названа улица в городе Кричев.
- 25 декабря 2004 года почтой Беларуси выпущен в обращение художественный конверт с оригинальной маркой, посвящённый 100-летию со дня рождения И. И. Гусаковского[27].
- На малой родине героя, в деревне Вородьков, 2 июля 2014 года в преддверии 70-летия освобождения Беларуси от немецко-фашистских захватчиков и 110 годовщины со дня рождения Иосифа Ираклиевича установлен памятный камень с мемориальной плитой, на которой изображён фотопортрет генерала и выбит текст «Здесь в деревне Вородьков, 25 декабря 1904 года родился генерал, дважды Герой Советского Союза Иосиф Ираклиевич Гусаковский».
- Памятный знак И. И. Гусаковскому на Аллее Славы в парке Победы в городе Кричеве Могилёвской области[28].
- В зале № 8 Белорусского государственного музея истории Великой Отечественной войны, в витрине, посвящённой освобождению Польши, экспонируется фотопортрет гвардии полковника Гусаковского, а рядом – его бюст. В фондах музея также хранятся фотографии и открытки, подписанные Иосифом Ираклиевичем[29].